# 陳鑑泉
陳鑑泉，OBE，JP[?]（1925年6月15日—2017年2月6日），香港政治家及工會領袖，1980年至1988年間為立法局非官守委任議員，也曾在1971年至1975年出任香港大東電報局職員會主席。
出身草根的陳鑑泉自少於香港大東電報局工作，因表現傑出而屢獲調升，在香港大東電報局職員會主席任內，他與資方多番交涉，成功爭取員工薪酬水平與公務員掛鉤。陳鑑泉在工會方面的表現得到香港政府留意，促成他在1980年獲委任到立法局議事。他在立法局內歷任多項公職，包括在1985年至1988年出任首任破產欠薪保障基金管理委員會主席、以及在1986年至1988年出任職業訓練局主席兼教育統籌委員會當然委員。
不過，陳鑑泉在憲制事務上多番與港府唱反調，被傳媒評為「立場超然」的委任議員。他與港府立場相反的事例包括在1984年對《中英聯合聲明》草案的支持動議投下棄權票、以及在1985年和1986年分別對更改行政局和立法局議員就任誓詞的動議投下棄權票。1987年3月，他復因反對港府修訂《公安條例》，成為唯一一位對修訂動議投下反對票的委任議員。至於在「八八直選」的爭論上，他更多番抨擊港府，以及在1988年3月的立法局辯論中離席抗議。
陳鑑泉在《公安條例》和「八八直選」的立場，後來被部份輿論認為是他在1988年9月不獲再度續任立法局議員的原因之一。他退出立法局後移民加拿大，自此淡出政壇。

## 生平

### 早年生涯
陳鑑泉1925年6月15日生於香港，是土生土長的香港人。陳鑑泉出身草根階層，少時考入喇沙書院，但第二次世界大戰爆發後，香港在1941年淪為日本統治，書院被迫停辦，因此他未有完成中學學業。數年後，二戰結束，香港在1945年重新成為英國的殖民地。香港重光後，陳鑑泉在1949年加入大東電報局，由此展開與大東電報局前後約40年的賓主關係。

### 大東電報局生涯
陳鑑泉在大東電報局由低層做起，先後任職報務部、人事部、物資管理部和電訊管理部等部門。他在大東電報局的表現傑出，對公司運作瞭如指掌，因此屢獲擢升。1972年，他更獲公司派往倫敦總部培訓，以及在倫敦的亨頓學院（Hendon College）深造。
1970年，大東電報局員工因不滿薪酬待遇而自發成立香港大東電報局（非海外派來）職員會，並在同年8月與資方達成協議，成為全港首間獲得集體談判權的企業工會。作為新成立的職員會會員，陳鑑泉在1971年出任職員會秘書，同年接替陳餘生出任職員會第二任主席，對工會事務顯得相當熱心。陳鑑泉主張職員會不持政治立場，以獨立的形式運作，但他與港九工團聯合總會的關係較為友好，而港九工團則與國民黨關係密切。
在職員會主席任內，陳鑑泉為員工積極爭取把薪酬水平與公務員掛鉤，但他在1973年4月卻被資方作出「紀律處分」，由原來的物資供應部主管降職一級。資方雖然強調「紀律處分」與陳鑑泉出任職員會主席無關，不過職員會方面則深表不滿，而且還發動按章工作。幾經交涉，陳鑑泉在同年6月獲准恢復原來的職級和薪酬，但此後雙方依然無法就員工薪酬達成共識，職員會方面還一度發動怠工靜坐。一直到1973年底，大東管理層方面終於讓步，同意員工薪酬水平與公務員掛鉤，雙方的紛爭才告平息。陳鑑泉後來總結事件，回顧認為按章工作等激進工業行動不是良策，又認為勞資雙方不應各走極端，最重要是互相協調和諒解。
陳鑑泉在1975年卸任職員會主席一職，但留任顧問。儘管卸下職員會的工作，但他任內的表現卻得到香港政府的注意，並開始獲港府委任與勞工事務相關的公職，當中包括在1976年起出任生產力促進局理事會委員、1977年至1984年出任勞工顧問委員會委員、以及出任裁判司署審判顧問。曾任工會領袖的陳鑑泉還繼續與公司保持良好關係，他在卸任職員會主席後升任為大東電報局樓宇事務司理，在1978年再獲公司送往英國百福郡的克蘭菲爾德管理學院深造行政管理課程。陳鑑泉後來出任立法局議員後，更獲委任為大東電報局遠東區董事特別顧問，以及從1983年起出任香港電話公司董事。陳鑑泉一直到1988年卸任立法局議員後，才結束在大東電報局多年的工作生涯。

### 立法局生涯

#### 首段任期
1980年，代表港九工團的立法局非官守議員梁達誠退休，港督麥理浩爵士遂委任陳鑑泉填補梁達誠遺下的議席。陳鑑泉在1980年9月1日正式就任，隨後在10月1日首次出席立法局會議，同期加入的非官守議員還有御用大律師施偉賢。在就任立法局議員前，港府還在1980年6月30日委任陳鑑泉為非官守太平紳士。
陳鑑泉在立法局參與多個小組的工作，曾參與的小組包括公共設施小組、一般事務小組、法例審閱小組、公務員事宜小組、房屋小組、公共關係小組、社會事務小組和交通事務小組等。他也是九廣鐵路公司特別補償金額評估小組主席、九廣鐵路公司董事、漁類統營顧問委員會委員、職業訓練局理事會委員、交通諮詢委員會委員和清潔香港運動策劃委員會委員，工作涉及各方面的議題。此外，陳鑑泉曾在立法局內提倡成立破產欠薪保障基金（簡稱破欠基金），以保障勞工在所屬公司破產時可儘早取回應得的工資。陳鑑泉在局內積極跟進破欠基金的立法工作，而且是有關立法事宜的工作小組成員。在他的倡議下，破欠基金最終在1985年按《破產欠薪保障條例》而正式設立，並由陳鑑泉出任破產欠薪保障基金管理委員會的首任主席。
陳鑑泉在立法局供職任內，香港前途問題日益浮面，引起輿論關注。在1982年9月初，在港督尤德爵士提名下，陳鑑泉聯同鍾士元爵士、羅保、李福和和鄧蓮如四位行政立法兩局非官守議員，代表全體議員陪同港督前往倫敦，藉著首相戴卓爾夫人訪華前夕，向英政府反映香港人對香港前途問題的立場。陳鑑泉等人在訪英期間，於唐寧街10號會見了首相戴卓爾夫人、外相卡靈頓勳爵和外務次官唐納德等人。會上陳鑑泉等兩局代表促請中英雙方及早就香港前途問題展開正式談判，以及定期公開談判進展，向港人作出交代。
自戴卓爾夫人在同年9月訪華會見中共領導人鄧小平後，中英雙方正式就前途問題展開談判，但談判過程並不順利，更在1983年一度觸發香港陷入信心危機。後來隨著英方在談判桌上讓步，兩國也在1984年就前途問題達成共識，並且在同年公佈《中英聯合聲明》草案。在1984年9月26日，中英兩國代表在北京舉行《中英聯合聲明》草簽儀式，行政局非官守議員隨後在9月28日召開記者會，表態支持《聯合聲明》草案。
1984年10月15日、16日和18日，立法局對《聯合聲明》草案進行動議辯論，在全體發言的非官守議員當中，只有陳鑑泉和施偉賢對草案持反對立場。其中陳鑑泉表示，對於《聯合聲明》能否在1997年後切實執行抱懷疑態度，因此無法毫無保留地投下支持票；他又批評《聯合聲明》使英方在施政上受到中方牽制，損害英國在1997年前對香港行使主權的權利。陳鑑泉還表示，港府雖然未至於淪為「跛腳鴨政府」，但《聯合聲明》卻像一根繩子繫於鴨腳，而《聯合聲明》內提到的中英聯合聯絡小組則是一根繫於另一隻鴨腳的繩子。
立法局當年只有陳鑑泉和施偉賢兩人對《聯合聲明》草案的支持動議投下棄權票，但兩人的投票意向事實上卻反映不少港人的意願。除了多位區議會議員表態認同陳鑑泉和施偉賢的立場外，《聯合聲明》在1984年12月19日正式簽署後，有民意調查顯示只有16%受訪者對《聯合聲明》感到放心，76%受訪者持保留態度，另有三成受訪者認為《聯合聲明》提出的「一國兩制」行不通，反映港人對中、英協議抱有懷疑。

#### 獲得續任
1985年，尤德對立法局進行重大改組，在同年9月首次舉行的立法局選舉中，局內部份議席首次由間選產生。不過，立法局同時保留22席非官守委任議席，其中陳鑑泉獲得尤德續任，以非官守委任議員的身份繼續在立法局供職。而早在1984年6月，他還獲英廷頒授OBE勳銜，以表揚他在公職方面的貢獻。
陳鑑泉在改組後的立法局內繼續參與不同事務，任內他召集專案小組，研究修訂《交通意外傷亡者（援助基金）條例》，促使立法局在1985年12月通過為交通意外傷亡者援助計劃設立附補計劃，為曾經向五間已破產的保險公司投保的交通意外傷亡者提供特惠補償。陳鑑泉也曾經召開專案小組，對《管制色情及不雅物品條例草案》作深入研究，最終促成立法局在1987年2月通過《淫褻及不雅物品管制條例》，以及港府在同年根據條例設立淫褻物品審裁處。1986年，陳鑑泉獲港府委任為浸會學院校董，同年復接替中風的田元灝出任職業訓練局主席，並以職訓局主席的身份出任教育統籌委員會當然委員，任內他參與制定教統會第二號和第三號報告書。
不過，陳鑑泉雖然是委任議員，但在憲制問題上卻多次與政府持相反意見。他除了在1984年對《中英聯合聲明》草案的支持動議投下棄權票外，在1985年和1986年也先後兩次投下棄權票，反對港府修例容許立法局和行政局議員就任宣誓時，可以不再向英女皇作效忠宣誓，改向香港市民宣誓。港府當時所持的的理由是希望招攬更多不願向英女皇宣誓的人才加入行政立法機關議政，為香港主權移交前的過渡期作準備，但陳鑑泉認為香港主權一日未移交中國，港府也不應更改誓詞，擔心更改誓詞會打擊港府威信。

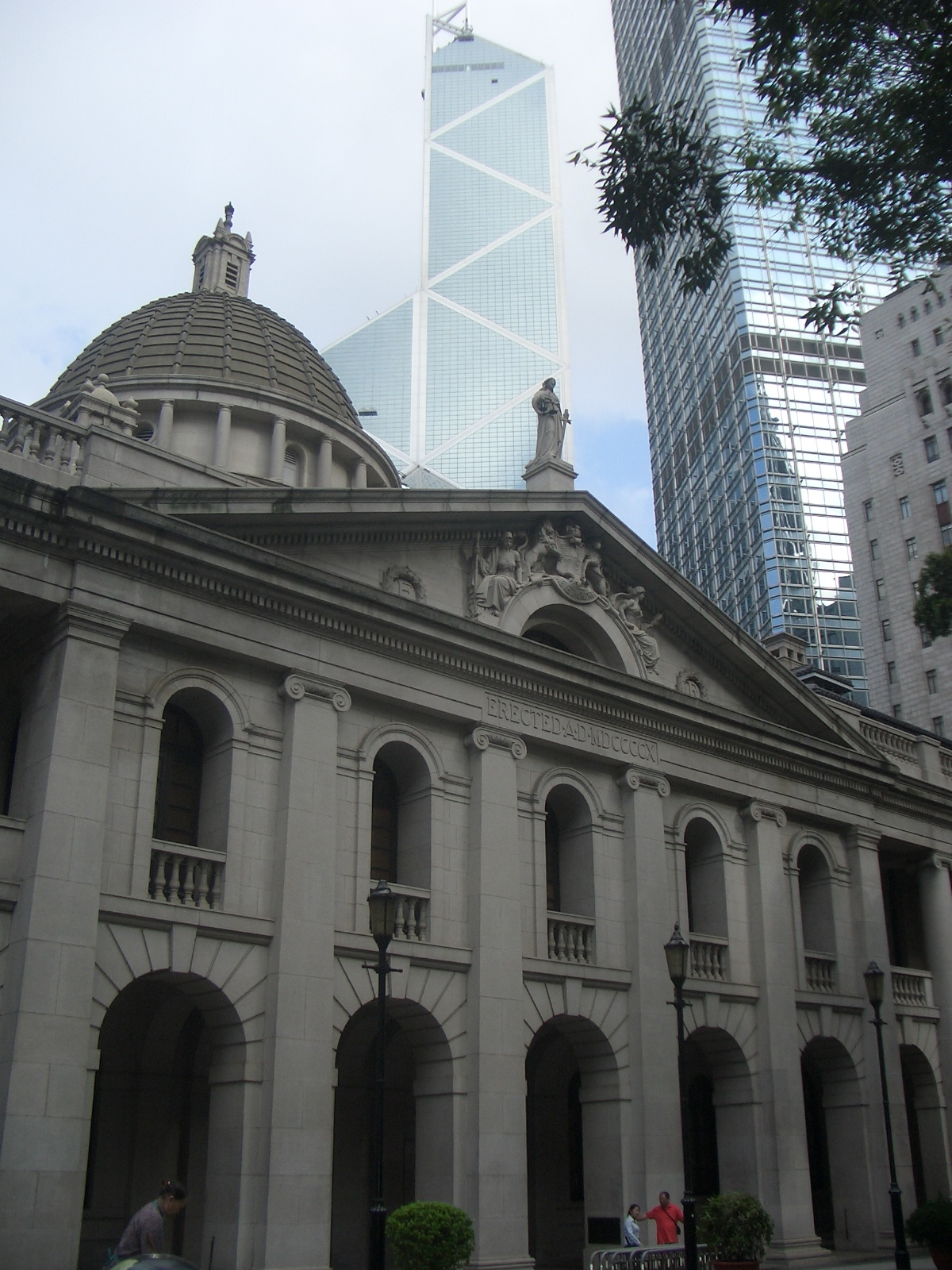
陳鑑泉反對港府否決「八八直選」，在1988年3月16日杯葛立法局辯論，成為歷來首位離席抗議的立法局議員。

另一方面，布政司霍德在1987年以放寬新聞自由為理由，向立法局提出撤銷《刊物管制綜合條例》，但建議將條例內有關發佈虛假消息的條文納入到《公安條例》。根據《刊物管制綜合條例》內有關發佈虛假消息的條文規定，任何報刊一經發佈可能引起公眾恐慌或擾亂公眾秩序的虛假消息，即屬違法；可是，港府在《公安條例》的修訂中，卻建議適用對象由原來的報刊和新聞界擴展至任何人士，結果引起不少輿論反對，憂慮港府日後透過修訂《公安條例》來箝制言論自由。大律師公會、律師會、多個新聞工作者團體、以至是部份政府律師和註冊主任也公開表態，要求押後二讀《公安（修訂）條例草案》。
陳鑑泉是少有反對修訂的立法局委任議員，他批評《公安（修訂）條例草案》一旦獲得通過，被起訴的消息發佈者需要舉證證明自己並非蓄意發佈虛假消息，他認為這點有違普通法的公平精神。然而，面對輿論壓力，港府始終拒絕押後二讀，最終《公安（修訂）條例草案》在1987年3月11日獲三讀通過。在立法局三讀當日，一共有九名議員對修訂投下反對票，當中陳鑑泉是唯一一位投下反對票的委任議員。《公安（修訂）條例》獲得通過後，輿論始終就此爭論不休，港府後來惟有在1988年12月4日向立法局提出撤銷修訂，並在1989年1月11日獲得通過，惟當時陳鑑泉已經卸任。
繼《公安（修訂）條例》的爭議後，陳鑑泉還在「八八直選」一事上與港府出現分歧。1987年5月，港府發表《代議政制發展檢討綠皮書》，研究1988年立法局選舉的選舉辦法，港府隨即以民意匯集處委託私人公司聲稱負責徵集輿論意見，但民意匯集處在1987年11月發表的民調報告中，卻表示高達七成香港市民反對「八八直選」，與普遍輿論要求落實「八八直選」的民意大相逕庭。當時不少輿論批評民意匯集處操控民意和玩弄數字遊戲，大大低估了支持「八八直選」的民意，而陳鑑泉更抨擊民意匯集處用以徵集民意的問卷設計有問題，收集得來的數據並不可靠，直言「把垃圾放入電腦，出來的也是垃圾」（引用自電腦術語(GIGO)）。
1988年2月10日，港府發表《代議政制今後的發展白皮書》，正式否決在同年9月的立法局選舉引入直選議席，但會研究在1991年立法局選舉引入。然而，立法局在3月16日對《白皮書》展開辯論時，陳鑑泉再度批評政府在漠視民意的情況下否決「八八直選」，對《白皮書》已經失去信心，因此決定杯葛辯論。陳鑑泉發言完畢後，以離席抗議的方式離開議事廳，令主持會議的港督衛奕信爵士和出席會議的官員和議員出乎意料之外，而陳鑑泉也成為立法局創立145年來，首位離席抗議杯葛辯論的議員。1988年7月13日，立法局就《香港基本法》進行辯論時，陳鑑泉在首席議員鄧蓮如首先發言時再度離席，雖然陳鑑泉向傳媒表示自己只是小休一會，但直至辯論結束，陳鑑泉也沒有回來。

### 晚年生涯
1988年立法局選舉在9月22日舉行後，港督衛奕信未有再委任陳鑑泉在新一屆立法局內任職，陳鑑泉遂正式卸下前後八年的立法局議員職務。在同年12月，他再卸任破產欠薪保障基金管理委員會主席、職業訓練局主席和教育統籌委員會當然委員等等的公職。陳鑑泉在立法局內多次與政府唱反調，被傳媒評為「立場超然」，有別於其他委任議員；外界相信，陳鑑泉在《公安（修訂）條例》和「八八直選」兩事上與港府交惡，成為他不獲第二度續任的主要原因。
退出立法局後，陳鑑泉卸下所有公職，舉家移民加拿大，從此淡出了香港政壇。晚年的陳鑑泉甚少出席公開活動，但先後於2000年和2010年在香港出席自己曾任主席的大東電報局職員會30周年晚宴和40周年晚宴。2017年2月6日，他在溫哥華逝世，終年91歲。

## 個人生活
陳鑑泉信奉基督教，與妻子康秀珍共育有三名子女。他曾接受訪問談及自己的作息規律，指自己每天必定在早上五時起床，未到八時便開始辦公，寒暑無間，數十年如一日。

## 榮譽

### 殊勳
- 以下列出榮譽全稱及縮寫：^ 
  - 非官守太平紳士（J.P.） （1980年6月30日[1]）
  - 英帝國官佐勳章（O.B.E.） （1984年英女皇壽辰授勳名單[18]）

### 名銜
- 陳鑑泉先生 （Mr. Chan Kam-chuen，1925年6月－1980年6月）
- 陳鑑泉先生，JP （Mr. Chan Kam-chuen, JP，1980年6月－1980年9月）
- 陳鑑泉議員，JP （The Honourable Chan Kam-chuen, JP，1980年9月－1984年6月）
- 陳鑑泉議員，OBE，JP （The Honourable Chan Kam-chuen, OBE, JP，1984年6月－1988年9月）
- 陳鑑泉先生，OBE，JP （Mr. Chan Kam-chuen, OBE, JP，1988年9月－2017年2月）

## 注腳
1. 1 2 3 4 5 6 7  岑維休（1987年），第十二篇頁八十。
2. 1 2 3 4 5 6 7 8 9 10  〈新委立法局議員陳鑑泉認為，勞方爭取薪酬福利，按章工作並非良策〉（1980年10月20日）
3. 1 2 3 4 5 6  〈立法局非官議員名額，下月增至廿六名〉（1980年8月30日）
4. 1 2 3 4 5  〈關於我們〉（造訪於2011年7月23日）
5. ↑  〈大東電報局職員會新會所開幕〉（1974年5月26日）
6. 1 2  〈風光日子不復返〉（2000年5月14日）
7. ↑  〈大東電報局陳鑑泉被降級，局方闡明是紀律行動，與任職員會主席無關〉（1973年4月27日）
8. ↑  〈大東糾紛昨已解決，局方允恢復陳鑑泉原薪及工作，職員會保證電訊服務回復正常〉（1973年4月27日）
9. ↑  "Hong Kong Telephone Has Held Its AGM" (29 April 1983)
10. 1 2  〈職訓局新成員委出，陳鑑泉議員任主席〉（1986年4月19日）
11. 1 2  〈破產欠薪保障基金，陳鑑泉任委會主席〉（1985年4月20日）
12. 1 2 3  Chung (2001), pp.51-55.
13. 1 2  蔡貞停（1996年7月21日）
14. ↑  Chung (2001), p.119.
15. ↑  柳扶風（2006年11月28日）
16. 1 2 3  〈陳鑑泉對協議放棄投贊同票，認為港府雖非跛腳鴨，無奈鴨腳已繫上繩子〉（1984年10月17日）
17. ↑  〈施偉賢陳鑑泉意見，反映部份港人疑慮〉（1984年10月21日）
18. 1 2  "Supplement to Issue 49768", London Gazette, 14 June 1984, p.17.
19. ↑  《立法局會議過程正式紀錄》（1985年12月4日），頁167至170。
20. ↑  《立法局會議過程正式紀錄》（1987年2月18日），頁502至506。
21. ↑  〈陳鑑泉葉謀遵，浸會學院校董〉（1987年12月12日）
22. ↑  〈修訂會議常規，陳鑑泉不投票〉（1985年7月11日）
23. ↑  〈行政局委任議員改誓詞，立法局一次過三讀通過〉（1986年6月26日）
24. ↑  〈議員就職宣誓，可向港人效忠〉（1985年5月16日）
25. 1 2 3 4 5 6  李柱銘（2007年8月23日）
26. ↑  〈押後二讀繼續諮詢，鍾沛林稱兩全其美〉（1987年3月12日）
27. 1 2  〈陳鑑泉說虎字不可亂用，霍德用詞不當應受處分〉（1987年11月19日）
28. 1 2  〈拒就白皮書動議投票，陳鑑泉發言後離席抗議〉（1988年3月17日）
29. ↑  Ngai (16 March 1988)
30. 1 2  〈鄧蓮如甫發言，陳鑑泉即離席〉（1988年7月14日）
31. ↑  Chung (2001), p.122.
32. ↑  "Obituary: KAM CHUEN CHAN (1925 - 2017)"
33. ↑  《香港立法局議員簡歷》（1980年）

### 中文資料
- 〈大東電報局陳鑑泉被降級，局方闡明是紀律行動，與任職員會主席無關〉，《工商日報》第十一頁，1973年4月27日。
- 〈大東糾紛昨已解決，局方允恢復陳鑑泉原薪及工作，職員會保證電訊服務回復正常〉，《工商日報》第十一頁，1973年4月27日。
- 〈大東電報局職員會新會所開幕〉，《華僑日報》第四張第三頁，1974年5月26日。
- 《香港立法局議員簡歷》。香港：香港立法局，1980年。
- 〈立法局非官議員名額，下月增至廿六名〉，《工商日報》第七頁，1980年8月30日。
- 〈新委立法局議員陳鑑泉認為，勞方爭取薪酬福利，按章工作並非良策〉，《華僑日報》第三張第二頁，1980年10月20日。
- 〈陳鑑泉對協議放棄投贊同票，認為港府雖非跛腳鴨，無奈鴨脚已繫上繩子〉，《工商日報》第八頁，1984年10月17日。
- 〈施偉賢陳鑑泉意見，反映部份港人疑慮〉，《工商日報》第八頁，1984年10月21日。
- 〈破產欠薪保障基金，陳鑑泉任委會主席〉，《華僑日報》第二張第四頁，1985年4月20日。
- 〈議員就職宣誓，可向港人效忠〉，《華僑日報》第二張第二頁，1985年5月16日。
- 〈修訂會議常規，陳鑑泉不投票〉，《華僑日報》第三張第二頁，1985年7月11日。
- 《立法局會議過程正式紀錄（页面存档备份，存于）》。香港：香港立法局，1985年12月4日。
- 〈職訓局新成員委出，陳鑑泉議員任主席〉，《華僑日報》第二張第四頁，1986年4月19日。
- 〈行政局委任議員改誓詞，立法局一次過三讀通過〉，《華僑日報》第二張第一頁，1986年6月26日。
- 岑維休主編，《香港年鑑》。香港：華僑日報，1987年。
- 《立法局會議過程正式紀錄（页面存档备份，存于）》。香港：香港立法局，1987年2月18日。
- 〈押後二讀繼續諮詢，鍾沛林稱兩全其美〉，《華僑日報》第二張第一頁，1987年3月12日。
- 〈陳鑑泉說虎字不可亂用，霍德用詞不當應受處分〉，《華僑日報》第二張第一頁，1987年11月19日。
- 〈陳鑑泉葉謀遵，浸會學院校董〉，《華僑日報》第二張第一頁，1987年12月12日。
- 〈拒就白皮書動議投票，陳鑑泉發言後離席抗議〉，《華僑日報》第一張第一頁，1988年3月17日。
- 〈鄧蓮如甫發言，陳鑑泉即離席〉，《華僑日報》第一張第一頁，1988年7月14日。
- 蔡貞停編導，〈霧裡看花〉，《鏗鏘集》。香港：香港電台，1996年7月21日。
- 〈風光日子不復返〉，《新報》A03，2000年5月14日。
- 余錦賢，〈田北辰再戰楊啟彥〉，《信報財經新聞》P15，2005年8月31日。
- 柳扶風，〈立法局辯論協議，兩議員投棄權票〉，《東方日報 》龍門陣A40，2006年11月28日。
- 李柱銘，〈香江不平這處鳴：如果美國都有《公安法》第二十七條，水門事件就不會被揭發（页面存档备份，存于）〉，《壹週刊》第911期A160，2007年8月23日。
- 〈關於我們（页面存档备份，存于）〉，《香港大東電報局職員會》，造訪於2011年7月23日。

### 英文資料
- "Hong Kong Telephone Has Held Its AGM", Factiva Press Release Service, 29 April 1983.
- Ngai, John, "Protest, Walkout Mar Hong Kong's Election Debate", Reuters News, 16 March 1988.
- Chung, Sir Sze-yuen, Hong Kong's Journey to Reunification. Hong Kong: Chinese University Press, 2001.
- "Obituary: KAM CHUEN CHAN (1925 - 2017)（页面存档备份，存于）", Dignity Memorial, retrieved on 15 December 2017.

## 外部連結
- 昔日立法局會議過程正式紀錄
- 香港大東電報局職員會（页面存档备份，存于）
- 鍾庭耀，民意匯集的政治：論兩次處理香港民意的缺失（页面存档备份，存于）

| 官衔              | 官衔                                          | 官衔                |
| ----------------- | --------------------------------------------- | ------------------- |
| 首任              | 破產欠薪保障基金管理委員會主席 1985年－1988年 | 繼任者： 鍾沛林議員 |
| 前任： 田元灝議員 | 職業訓練局主席 1986年－1988年                 | 繼任者： 張鑑泉議員 |
| 工会职务          |                                               |                     |
| 前任： 陳餘生     | 大東電報局職員會主席 1971年－1975年           | 繼任者： 陳耀樞     |